# Wonderland (альбом The Charlatans)
Wonderland — седьмой студийный альбом британской рок-группы The Charlatans, изданный 10 сентября 2001 года лейблом Universal Records. После промоушена их шестого студийного альбома Us and Us Only вокалист Тим Берджесс и гитарист Марк Коллинз написали новый материал в доме первого в Лос-Анджелесе, Калифорния. Кокаин повлиял на написание, а затем и на запись; сессии проходили в домашней студии продюсера Дэнни Сейбера, Krevorkian’s Lab, также в Лос-Анджелесе. Группа работала с ним в течение семи недель с октября 2000 года, записав только пять треков, а затем отправилась в свою собственную студию Big Mushroom в Чешире (Большой Манчестер), в начале 2001 года. Wonderland — это фанк-соул и электроника, напоминающая о творчестве Джона Мелленкампа, Oasis и Primal Scream. Берджесс отметил, что Лос-Анджелес сам стал участником группы; критики назвали его альбомом для вечеринок под воздействием наркотиков. Он использовал фальцет в духе Кёртиса Мейфилда и Курта Вагнера.
Wonderland получил в целом положительные отзывы от музыкальных критиков, многие из которых хвалили его звучание, в то время как фальцет Берджесса вызвал неоднозначную реакцию. Альбом занял первое место в Шотландии, второе в Великобритании и девятое в Ирландии; позже он был сертифицирован как золотой в Великобритании. Песня «Love Is the Key» попала в топ-20 в Шотландии и Великобритании, а «A Man Needs to Be Told» — в топ-40 на обеих территориях. После двух европейских фестивалей Charlatans отыграли несколько концертов в США. Песня «Love Is the Key» была выпущена в качестве лид-сингла с альбома в августе 2001 года; они продвигали альбом, устраивая клубные вечера, где люди могли послушать его до релиза. В октябре 2001 года группа отправилась в турне по Великобритании, а в следующем месяце в качестве следующего сингла был выпущен «A Man Needs to Be Told». В конце года группа отправилась в трехдневное турне по арене со Starsailor, которые затем поддержали группу в туре по США в начале 2002 года. В течение следующих нескольких месяцев группа выступала на различных фестивалях и давала единичные хэдлайнерские шоу.

## Отзывы
| Совокупная оценка | Совокупная оценка |
| Источник          | Оценка            |
| ----------------- | ----------------- |
| Metacritic        | 75/100            |
| Оценки критиков   |                   |
| Источник          | Оценка            |
| AllMusic          | [ 2 ]             |
| Blender           | [ 3 ]             |
| Dotmusic          | 4.5/5             |
| Drowned in Sound  | [ 5 ]             |
| NME               | 8/10              |
| Pitchfork         | 7.8/10            |
| Playlouder        | [ 8 ]             |
| RTÉ.ie            | [ 9 ]             |
| Stylus Magazine   | 6.7/10            |
| Under the Radar   | 8/10              |

Wonderland был встречен музыкальными критиками в целом благосклонно. На сайте Metacritic, который присваивает нормализованный рейтинг из 100 баллов рецензиям основных изданий, альбом получил средний балл 75, основанный на 17 рецензиях.
Рецензенты обратили внимание на звучание альбома. Автор NME Тед Кесслер охарактеризовал его как «в равной степени легкую и тяжелую тусовочную пластинку» с «новой солнечной атмосферой». Рецензент AllMusic Стивен Томас Эрлевайн отметил, что музыка «очень тяжелая для грува и текстуры, чему, как ни странно, способствует „неожиданное использование фальцета“ Берджессом». Джонни Блэк из Blender сказал, что наряду с «грувами, песни могут похвастаться настоящими мелодиями и припевами, с неожиданно душевной развязностью в гитарных ритмах». Ян Уэйд из Dotmusic назвал его «великолепным. Альбом, полный отличных мелодий, потенциальных синглов и вновь обретенной жажды жизни», с чем согласился и Лидс. Тангари сказал, что если бы альбом был выпущен раньше в карьере группы, то «его бы почти наверняка назвали будущей классикой. Десятилетие спустя он просто чертовски хорошо звучит». Автор RTÉ.ie Люк Макманус сказал, что, за исключением нескольких чуваков, а именно «Right On» и «Love to You», альбом «в целом является звуком группы, проснувшейся, чтобы выпустить свою лучшую работу за последние годы». Джон Монкс из Stylus Magazine сказал, что после «A Man Needs to be Told» альбом «теряет пар и превращается в плавильный котел мелодий, которые кажутся поспешными и в целом более низкого уровня, чем тяжелая первая половина». Джош Моделл из The A.V. Club был более пренебрежительным, заявив, что редкие случаи на альбоме, которые «имеют смысл в контексте истории группы, омрачены музыкальным охватом, превышающим ее понимание».

## Список композиций
Все песни написаны Мартином Блантом, Джоном Бруксом, Тимом Бёрджессом, Марком Коллинзом и Робом Коллинзом. Песни «Right On» и «Love to You» присутствуют только на британской версии альбома и, соответственно, не включены во все издания.
1. «You’re So Pretty – We're So Pretty» — 4:44
2. «Judas» — 4:04
3. «Love Is the Key» — 4:28
4. «A Man Needs to Be Told» — 4:33
5. «I Just Can’t Get Over Losing You» — 4:54
6. «The Bell and the Butterfly» — 4:17
7. «And If I Fall» — 5:18
8. «Wake Up» — 5:10
9. «Is It in You?» — 4:45
10. «Ballad of the Band» — 5:56
11. «Right On» — 4:22
12. «Love to You» — 4:54

## Чарты
| Чарт (2001)                       | Высшая позиция |
| --------------------------------- | -------------- |
| Ирландия (IRMA)                   | 9              |
| Шотландия (Scottish Albums Chart) | 1              |
| Великобритания (UK Albums Chart)  | 2              |

## Сертификации
| Регион                                                      | Сертификация | Продажи  |
| ----------------------------------------------------------- | ------------ | -------- |
| Великобритания (BPI)                                        | Золотой      | 100 000^ |
| ^ Данные о тиражах приведены только на основе сертификации. |              |          |